# Michel Gyarmathy
Michel Gyarmathy (* 13. Januar 1908 in Balassagyarmat, Österreich-Ungarn; † 30. Oktober 1996) war ein ungarischer Regisseur und Kostümbildner.

## Leben
Michel Gyarmathys Karriere begann im Király Theater in Budapest. 1933 emigrierte er nach Paris und wurde Regisseur, Kostümbildner und technischer Direktor im weltberühmten Revuetheater Folies Bergère, in dem unter anderem Josephine Baker, Maurice Chevalier bis hin zu Marlène Charell auftraten.
Der in Frankreich als Monsieur Michel bezeichnete Regisseur veröffentlichte auch Gedichte, die immer wieder an seine ehemalige Heimat Ungarn erinnerten oder an verflossene Freunde und Liebschaften ("Mosolyok és könnyek" / dtsch etwa übersetzt :"Lächeln und Tränen" Paris 1970).
Er starb am 31. Oktober 1996 und bekam auf Grund seiner Popularität ein Ehrengrab in seiner Heimat.

## Anekdote
Gyarmathy wusste, wie geizig Maurice Chevalier war. Zu einem Jubiläum Chevaliers ging er in einen kleinen Laden, um eine teure Garnitur Champagnerflaschen samt dazugehörenden Gläsern zu kaufen, und sagte dem jüdischen Besitzer: „Moishele, ich geb dir 20 Francs. Das gibst dem Chevalier zurück, wenn er hier reinkommen sollte und Flaschenpfand verlangt.“ Gesagt, getan. Nach einigen Tagen war Chevalier wirklich im Laden und verlangte das Pfandgeld.